# فتنة طرابلس الغرب (805)

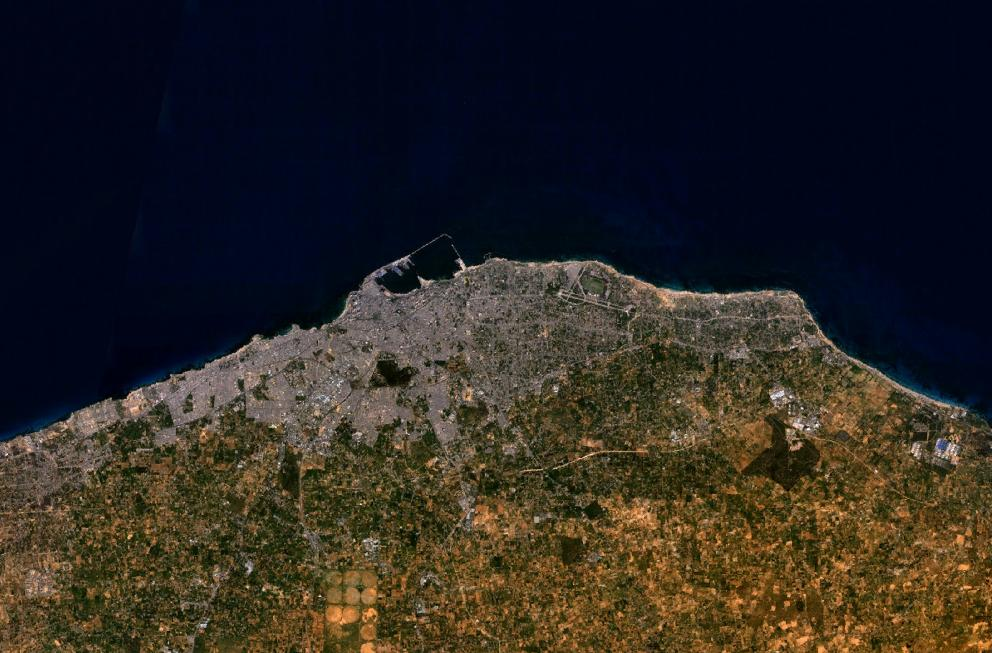
صورة جويَّة لمدينة طرابلس المُعاصرة.

فتنة طرابلُس الغرب (189هـ / 805م)، هي فتنة أهليَّة شهدتها مدينة طرابلس الغرب، إذ ثار أهلها على وُلاة الخلافة العبَّاسية، ورفضوا القبول بهم مرارًا، حتى حققوا ذلك بالقُوَّة. تمكن والي إفريقية إبراهيم بن الأغلب التميمي من إنهاء الفتنة سلمًا وإعادة طرابلس لدولة الخلافة.

## الأحداث
شهدت مدينة طرابلس الغرب اضطرابات متزايدة من قبل أهلها ضد ولاتهم العبَّاسيين سنة 189هـ / 805م، واضطَّر الوالي إبراهيم بن الأغلب، والي إفريقية، لتعيين عدة ولاة على المدينة بهدف إرضاء أهاليها، غير أنهم استمروا في الشكوى من تصرفات الوُلاة مرارًا وتكرارًا، مما أدى إلى عزلهم وتعيين غيرهم. تصاعدت الأحداث حين عُيِّن سفيان بن المضاء واليًا على طرابلس، وهي ولايته الرابعة على المدينة، إذ سرعان ما اتفق أهل طرابلس على إبعاده وإخراجه إلى القيروان، فهاجموا داره، مما اضطره إلى اللجوء إلى المسجد الجامع، وقاتلهم مع عدد من أنصاره. بعد قتال عنيف، قُتل العديد من أصحابه، ثم أمَّن أهل طرابلس الوالي سفيان لمغادرة المدينة في شعبان 189هـ / يوليو 805م بعد أن دامت ولايته سبعة وعشرين يومًا فقط. بعد رحيل سفيان، تولى إبراهيم بن سفيان التميمي إدارة شؤون المدينة بناءً على إرادة الجند وأهالي طرابلس. لم تنتهِ الصراعات عند هذا الحد، إذ اندلعت حروب بين الجند المتمركزين في طرابلس وقبائل بني أبي كنانة وبني يوسف. تسببت هذه الصراعات في فساد الأوضاع في المدينة. عند سماع إبراهيم بن الأغلب بما حدث، أرسل جمعًا من الجند وأمرهم بإحضار الأطراف المتصارعة إلى القيروان في ذي الحجة سنة 189هـ / نوفمبر 805م. وعندما وصلوا إليه، طلبوا العفو عن أعمالهم، فعفا عنهم، وعادوا إلى مدينتهم.

### فهرس المنشورات
1. ↑  ابن الأثير (2005)، ص. 882.

### معلومات المنشورات كاملة
الكتب مرتبة حسب تاريخ النشر
- ابن الأثير الجزري (2005)، الكامل في التاريخ، مراجعة: أبو صهيب الكرمي، عَمَّان: بيت الأفكار الدولية، OCLC:122745941، QID:Q123225171